# 363년

## 연호
- 동진(東晉) 융화(隆和) 2년 / 흥녕(興寧) 원년
- 전량(前凉) 승평(昇平) 7년
- 전연(前燕) 건희(建熙) 4년
- 전진(前秦) 감로(甘露) 5년
- 대(代) 건국(建國) 26년

## 기년
- 동진(東晉) 애제(哀帝) 2년
- 신라(新羅) 내물 마립간(奈勿麻立干) 8년
- 고구려(高句麗) 고국원왕(故國原王) 33년
- 백제(百濟) 근초고왕(近肖古王) 18년

## 사건
- 3월 5일 - 율리아누스 황제 사산조 페르시아와의 전쟁을 위한 동방 원정 출발
- 6월 26일 - 율리아누스 황제 동방 원정 퇴각 행군 중 사산 병력의 공격으로 창에 찔려 사망

## 탄생
유송 고조 무황제 유유(劉宋 高祖 武皇帝 劉裕)